# Строганова, Марья Яковлевна
Ма́рья Я́ковлевна Стро́ганова (урождённая Новоси́льцева; 1677—1734) — русская благотворительница, статс-дама при дворе Екатерины І Алексеевны и Анны Иоанновны, вторая супруга именитого человека Григория Дмитриевича Строганова, кума Петра Великого.

## Биография
Марья Новосильцева родилась 20 (30) июля 1677 г.; происходила из дворян московских. Замуж за Г. Д. Строганова вышла 10 (20) мая 1694 года по некоторым данным — в девятнадцатилетнем возрасте (то есть родившись в 1674 году), и вместе с ним почти ежегодно ездила из Москвы в пермские вотчины, где знакомилась с хозяйством и солеварением. 
На кладбище при Ильинской церкви посада Погорелого Городища Зубцовского уезда, недалеко от имения Новосильцевых в Колодкино, в начале XX века сохранялось надгробие её отца с надписью: «Лѣта 7185 (1676) ноября 16 дни, на память святаго апостола и евангелиста Матɵея преставися рабъ Божiй Сар… Iаковъ Захаpie… Ново-сильцевъ (Навасильцовъ), и жилъ много (sic)…».
По смерти мужа в 1715 году, за малолетством оставшихся трёх сыновей (Александра, Николая и Сергея; сын Иван (родился между 1701 и 1704) и дочь Мария (родилась в 1705) умерли совсем юными), Марья Яковлевна Строганова сама управляла всеми обширнейшими родовыми владениями вплоть до 1720 года, когда старший сын достиг совершеннолетия. 
В 1724 году М. Я. Строганова била челом императрице Екатерине Первой: «Пожалованы мы… в комнату государыни цесаревны. А я, раба ваша, не с ведома, каким порядком себя между другими вести; также и сыновья мои чину себе никакого не имеют, а указом Вашего Величества всему гражданству определены различные чины и места по своим рангам, чтоб всяк между собою своё достоинство ведал. Просим, дабы я пожалована была местом, а дети мои чинами ради приходящего всенародного торжества». Ответом на эту челобитную было звание статс-дамы, которое Строганова сохранила и при императрице Анне Иоанновне. 
Пользовалась она благосклонностью и Петра Первого, любившего угощаться у неё хлебным вином и анисовой водкой; от него в подарок получила богато украшенный бриллиантами портрет Петра, который она всегда носила на голубом банте; Пётр был её кумом, приняв от купели среднего сына, Николая, родившегося в Воронеже. 
Строганова отличалась благочестием и благотворительностью, направляемой преимущественно на православные церкви и монастыри; немало, впрочем, уделяла она из своих огромных средств на помощь бедным и сиротам. В изданной Императорской Академией наук в её память книге «Умозрительство душевное», о ней говорится следующее: «Рука её была, яко приснотекущий источник неоскудной милостыни, дом её прибежищем был обидимым, покров странствующим вдовицам и сиротам утешение». Часто она брала к себе в дом оставшихся сиротами девушек-дворянок, в их числе свою племянницу Дарью Алексеевну Новосильцеву, воспитывала их и затем выдавала замуж со значительным приданым из собственных средств. На пожертвованные ей деньги были выстроены триумфальные врата у Тверской заставы в Москве, сгоревшие во время пожара 1737 года. 
Марья Яковлевна Строганова скончалась 9 (20) ноября 1733 года и была похоронена недалеко от усадьбы, при церкви св. Николая в Котельниках, рядом с могилой мужа.